# Schwanda, der Dudelsackpfeifer
Schwanda, der Dudelsackpfeifer (tschech. Švanda dudák) ist eine Volksoper in 2 Akten / 5 Bildern. Das tschechische Libretto schrieb Miloš Kareš, in die deutsche Sprache übertragen und adaptiert wurde es von Max Brod, die Musik komponierte Jaromír Weinberger, die Bühnendekoration entwarf Georg Jilovsky. Die Uraufführung fand am 27. April 1927 im Prager Nationaltheater, die deutsche Erstaufführung am 16. Dezember 1928 in Breslau statt.

## Handlung
Das Libretto beruht auf einer alten Volkssage, aufgeschrieben 1847 als Drama von Josef Kajetán Tyl: Der Dudelsackspieler von Strakonitz (tschechisch: Strakonický dudák aneb Hody divých žen).
Der Dudelsackpfeifer Schwanda lebt glücklich auf dem Lande mit seiner hübschen jungen Frau Dorota. In diese Idylle dringt der Räuber Babinsky ein, der sich vor seinen Verfolgern, zwei Landsknechten, verbirgt. Nach deren Abgang macht er Dorota den Hof, die nicht darauf eingeht und ihn stattdessen zum Essen einlädt. Hier überredet Babinsky Schwanda, die verzauberte Königin zu befreien. Babinsky und Schwanda verlassen heimlich und ohne Abschied die Hütte und Dorota.
Schwanda gelangt an den Hof der Königin, der von einem bösen Magier das Herz zu Eis verzaubert wurde. Hier gelingt es ihm mit der Macht seines Dudelsacks, das Herz der Königin wieder zu erwärmen. Da ruft plötzlich jemand seinen Namen. Es ist Dorota. Die Königin fühlt sich von Schwanda getäuscht. Ihr Herz erstarrt wieder zu Eis. Schwanda wird gefangen genommen, dem Richter übergeben und zur Enthauptung verurteilt. Vor seiner Hinrichtung vor dem Stadttor bittet Schwanda noch einmal um seinen Dudelsack. Der wird jedoch nicht gefunden. Das Richtschwert saust schon durch die Luft, wird aber im Flug von Babinsky gegen einen Besen vertauscht. Schwanda erhält von ihm seinen Dudelsack und spielt sich frei. Seiner eifersüchtigen Dorota gibt er einen Schwur, ihr treu gewesen zu sein, da sinkt er in die Hölle hinab. Durch Zauberkunst gelingt es dem Teufel, Schwanda, der ihm nichts auf seinem Dudelsack vorspielen will, die Seele abzukaufen, so dass er in des Teufels Gewalt bleiben muss. Da taucht, von den höllischen Bewohnern freudig begrüßt, Babinsky in der Hölle auf. Ihm gelingt es im Kartenspiel, den Teufel zu überlisten und Schwanda wieder zu befreien. Vor seinem Abschied von der Hölle spielt Schwanda den Teufeln einen Gruß und kehrt dann geheilt von seiner Abenteuerlust zufrieden zu seiner Dorota in sein Heim zurück.

## Musik
Die Oper wurde zunächst als neue nationale Volksoper mit der Verkauften Braut von Bedřich Smetana verglichen. Die böhmische Volksmusik mit Polka, Furiant, Odzemek und Dumka wird hier aber in spätromantischem Orchesterklang geboten. Dabei gibt es keinen genuinen Weinbergerschen Musikstil. Vielmehr finden sich Anklänge an Smetanas Mein Vaterland und die Opern Fra Diavolo von Daniel-François-Esprit Auber, Der Bärenhäuter von Siegfried Wagner, Hans Heiling von Heinrich Marschner und Die Rose vom Liebesgarten von Hans Pfitzner.

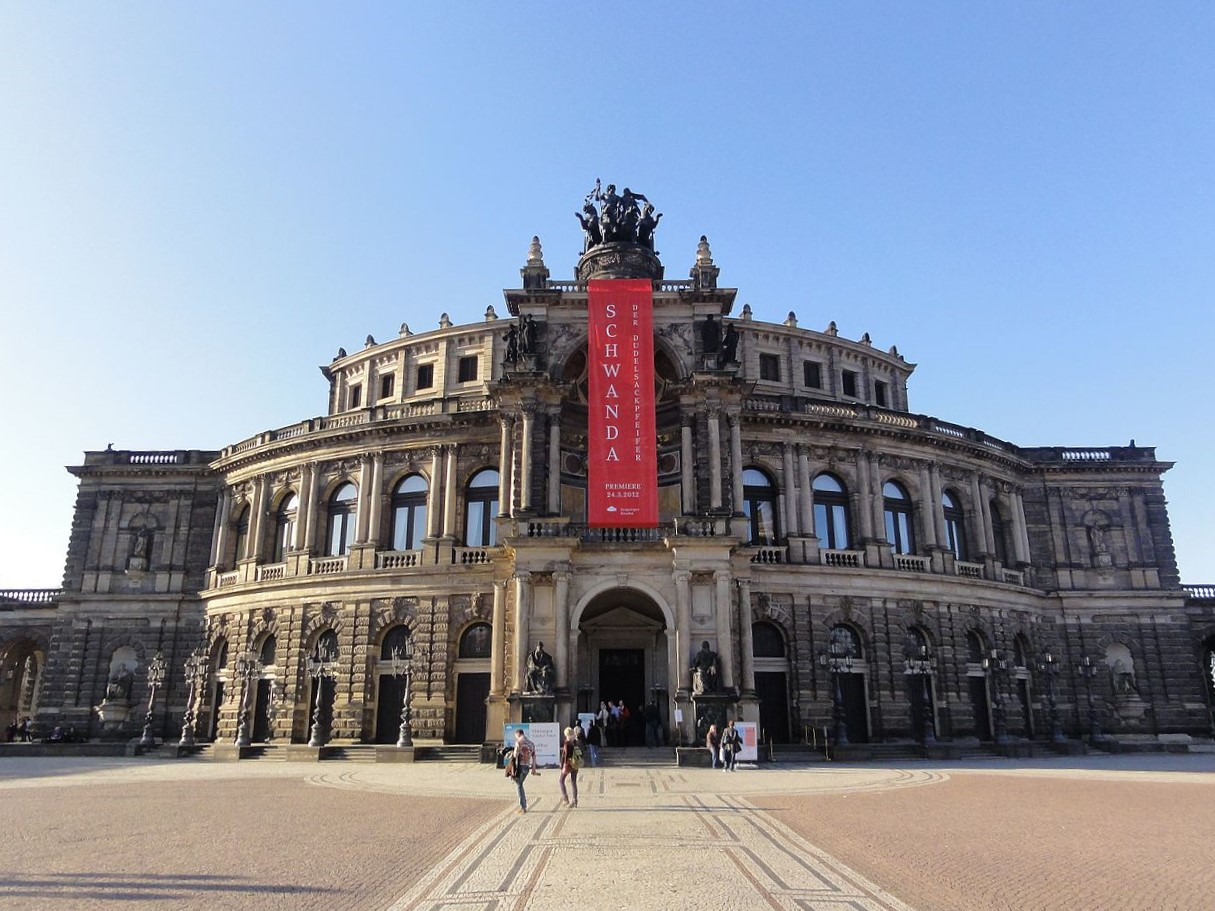
Werbung für die Aufführung in der Semperoper 2012

## Aufführungsgeschichte
Interessanterweise war die Oper außerhalb der damaligen Tschechoslowakei beliebter als im Heimatland des Komponisten. Nach der Uraufführung in Prag besorgte Max Brod die Übertragung des Stücks ins Deutsche. Die Erstaufführung in Breslau war ein glanzvoller Erfolg für den Komponisten und die Oper eroberte in dieser Version die wichtigsten Bühnen Europas, darüber hinaus 1931 auch die Metropolitan Opera. Dennoch war der Oper nur das Schicksal der „glanzvollen Eintagsfliege“ (Marcel Prawy) beschieden. 1933 wurde das Stück letztmals in Prag aufgeführt und im Zuge der Ausbreitung des Nationalsozialismus verschwand das Werk des inzwischen emigrierten Komponisten auch von den deutschen und österreichischen Spielplänen.
Nach dem Zweiten Weltkrieg gelangte das Stück nur noch selten zur Aufführung. Im Theater Augsburg stand im Oktober 2007 eine Neuinszenierung auf dem Spielplan. In der Spielzeit 2011–2012 ist die Oper im Spielplan des Gerhart-Hauptmann-Theaters Görlitz-Zittau (Inszenierung: Klaus Arauner). Ab März 2012 wurde die Oper in einer Neuinszenierung von Axel Köhler in einer Choreografie von Gaetano Posterino an der Semperoper Dresden aufgeführt, am Pult Constantin Trinks. Die Premiere am 24. März 2012 wurde von MDR Figaro aufgezeichnet und am 7. April 2012 um 20.05 Uhr ausgestrahlt. Über die Europäische Rundfunkunion wurde der Mitschnitt außerdem international von 18 Rundfunkanstalten gesendet, darunter der Tschechische, Schwedische, Finnische, Norwegische und Österreichische Rundfunk, Radio Télévision Suisse, die Australian Broadcasting Corporation, das National Public Radio in USA sowie in Deutschland der Bayerische, Westdeutsche und Hessische Rundfunk und Deutschlandradio Kultur. Der große Erfolg (die Zeitschrift Opernwelt kürte die Inszenierung 2012 zur „Wiederentdeckung des Jahres“) führte zu weiteren Aufführungen an der Semperoper Dresden 2014 und 2016 sowie 2014 am Teatro Massimo di Palermo. Darüber hinaus liegt inzwischen der Mitschnitt einer Produktion der Wexford Festival Opera auf CD vor. 2019 wurde die Oper am Musiktheater im Revier aufgeführt unter der Regie von Michiel Dijkema. Die Komische Oper Berlin zeigte Schwanda 2022 in einer Inszenierung von Andreas Homoki. Im Oktober 2022 hatte die Oper am Nationaltheater Prag Premiere (Regie: Vladimír Morávek).

## Diskographie
- GA 1979/80 (Studio); Heinz Wallberg; Hermann Prey (Schwanda), Lucia Popp (Dorota), Siegfried Jerusalem (Babinský), Gwyndolyn Killebrew (Königin), Alexander Malta (Magier), Siegmund Nimsgern (Teufel); Münchner Rundfunkorchester (CBS); Aufnahme in deutscher Sprache.
- GA 2003 (live); Julian Reynolds; Matjaz Robavs (Schwanda), Tatiana Monogarova (Dorota), Ivan Choupenitch (Babinský), Larisa Kostyuk (Königin), Alexander Teliga (Magier, Teufel); Prager Kammerchor; National Philharmonic Orchestra of Belarus (NAXOS); Aufnahme in tschechischer Sprache.
- GA 2012 (live); Constantin Trinks; Christoph Pohl (Schwanda), Marjorie Owens (Dorota), Ladislav Elgr (Babinský), Tichina Vaughn (Königin), Michael Eder (Teufel); Semperoper Dresden (PROFIL/Haenssler); in tschechischer Sprache